# Aelurillus nenilini
Aelurillus nenilini là một loài nhện trong họ Salticidae.
Loài này thuộc chi Aelurillus. Aelurillus nenilini được Azarkina miêu tả năm 2002.